# Représentations diplomatiques au Zimbabwe

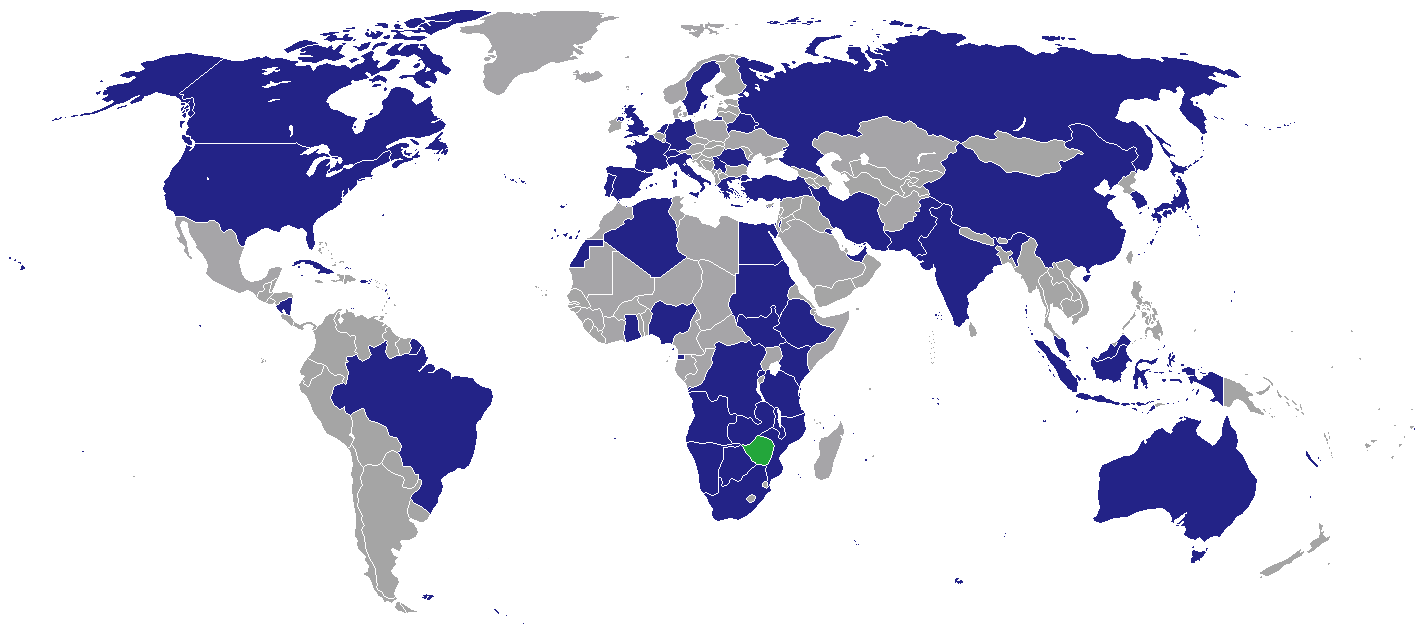
Carte des représentations diplomatiques au Zimbabwe

Ceci est une liste des représentations diplomatiques au Zimbabwe. La capitale du pays, Harare, abrite actuellement 52 ambassades. Plusieurs autres pays ont des ambassadeurs accrédités dans d'autres capitales, principalement à Pretoria et Addis-Abeba. Certains pays ont fermé leurs ambassades au Zimbabwe ces dernières années pour protester contre la politique du président Robert Mugabe.

## Ambassades
| - Afrique du Sud - Algérie - Allemagne - Angola - Australie - Botswana - Brésil - Canada - Chine - Corée du Sud - Cuba - Égypte - Espagne - États-Unis - Éthiopie - France - Ghana - Grèce - Guinée équatoriale - Inde - Indonésie - Iran - Italie - Japon - Kenya | - Koweït - Malaisie - Malawi - Mozambique - Namibie - Nicaragua - Nigeria - Pakistan - Palestine - Pays-Bas - Portugal - République arabe sahraouie démocratique - République démocratique du Congo - Roumanie - Royaume-Uni - Russie - Rwanda - Soudan - Soudan du Sud - Suède - Suisse - Tanzanie - Turquie - Vatican - Zambie |

## Autres fonctions au Zimbabwe
- Corée du Nord (Bureau)

## Consulats

### Mutare
- Mozambique (Consulat général)[1]

## Ambassades non résidentes
Résidant à Pretoria, sauf indication contraire
| - Argentine - Autriche - Bahamas (Ottawa) - Bangladesh - Belgique - Biélorussie - Bulgarie - Cameroun - Cap-Vert (Luanda) - Chili - Chypre - Corée du Nord (Dar es Salam) - Croatie - Danemark - Eswatini - Finlande (Lusaka) - Guinée - Hongrie - Irlande - Israël - Lesotho - Mali | - Maurice - Mexique - Népal (Le Caire) - Nicaragua (Le Caire) - Norvège - Nouvelle-Zélande - Oman (Londres) - Ouganda - Pérou - Pologne - République du Congo - Serbie - Sierra Leone (Addis-Abeba) - Singapour (Singapour) - Slovaquie - Sri Lanka (Nairobi) - Thaïlande - Trinité-et-Tobago - Tunisie - Ukraine - Uruguay - Viêt Nam |

## Anciennes ambassades
- Bulgarie
- Danemark
- Mexique
- Pologne
- Tchéquie